# Alderano Cybo-Malaspina (1552-1606)
Alderano Cybo-Malaspina (Massa, 9 dicembre 1552 – Ferrara, 16 novembre 1606) è stato marchese titolare di Carrara (premorì al padre), patrizio di Roma e Genova, patrizio di Pisa e Firenze, patrizio di Napoli, nobile di Viterbo.

## Biografia
Erede designato e legittimo del padre Alberico I, da questi istruito nell'arte del governo, venne deciso che egli sposasse un'appartenente alla casa d'Este per svincolare i domini cybei dalle ingerenze genovesi.
Sposò a Ferrara il 10 aprile 1580 Marfisa d'Este (Ferrara, 1554 - Ferrara, 1608), figlia naturale di Francesco d'Este, marchese di Massa Lombarda, principe di Ferrara, Modena e Reggio.

## Discendenza
Alderano e Marfisa ebbero i seguenti figli:
- Carlo I (Ferrara 18 novembre 1581 - Massa, 13 febbraio 1662), Principe Sovrano di Massa e Marchese Sovrano di Carrara dal 1623 al 1662;
- Francesco (Ferrara, 21 novembre 1583[1] - Massa, 13 luglio 1616), Patrizio Romano e Patrizio Genovese, Patrizio di Pisa e Firenze, Patrizio Napoletano, Nobile di Viterbo, uomo d'armi al servizio del Re di Francia;
- Odoardo (Ferrara, 6 marzo 1585[1] - Genova, 2 agosto 1612), Patrizio Romano e Patrizio Genovese, Patrizio di Pisa e Firenze, Patrizio Napoletano, Nobile di Viterbo, Colonnello delle Armate di S.M. Cattolica;
- Cesare (Ferrara, battezzato l'11 aprile 1587-poco dopo);
- Vittoria (Ferrara, maggio[1] 1588 - Bologna 10 ottobre[1] 1635) sposa a Ferrara nel 1603 il Conte Senatore Ercole Pepoli, Conte di Castiglione, Conte del Sacro Romano Impero, Patrizio di Bologna e Senatore di Bologna;
- Ferdinando (Ferrara, 1590 - Massa, marzo 1635), Sacerdote, Canonico della Cattedrale di Genova;
- n.n., morta in fasce[1];
- Alessandro (Ferrara, 1594 - Roma, 21 marzo 1639), Cavaliere dell'Ordine di Malta, di cui professò i voti nel 1597;
- Alfonso (Ferrara, nato e morto nel 1596), Patrizio Romano e Patrizio Genovese, Patrizio di Pisa e Firenze, Patrizio Napoletano, Nobile di Viterbo.

## Ascendenza
|                                |                       |                               | Genitori                    |  |  | Nonni |  |  | Bisnonni       |  |  | Trisnonni           |  |
|                                |                       |                               |                             |  |  |       |  |  | Francesco Cybo |  |  | Papa Innocenzo VIII |  |
|                                |                       |                               |                             |  |  |       |  |  | Francesco Cybo |  |  | Papa Innocenzo VIII |  |
|                                |                       | …                             |                             |  |  |       |  |  | Francesco Cybo |  |  |                     |  |
| Lorenzo Cybo                   |                       |                               |                             |  |  |       |  |  | Francesco Cybo |  |  |                     |  |
|                                |                       | Maddalena de' Medici          | Lorenzo de' Medici          |  |  |       |  |  |                |  |  |                     |  |
|                                |                       | Maddalena de' Medici          | Lorenzo de' Medici          |  |  |       |  |  |                |  |  |                     |  |
|                                |                       | Maddalena de' Medici          | Clarice Orsini              |  |  |       |  |  |                |  |  |                     |  |
| Alberico I Cybo-Malaspina      |                       | Maddalena de' Medici          |                             |  |  |       |  |  |                |  |  |                     |  |
|                                |                       | Antonio Alberico II Malaspina | Giacomo I Malaspina         |  |  |       |  |  |                |  |  |                     |  |
|                                |                       | Antonio Alberico II Malaspina | Giacomo I Malaspina         |  |  |       |  |  |                |  |  |                     |  |
|                                |                       | Antonio Alberico II Malaspina | Taddea Pico                 |  |  |       |  |  |                |  |  |                     |  |
| Ricciarda Malaspina            |                       | Antonio Alberico II Malaspina |                             |  |  |       |  |  |                |  |  |                     |  |
|                                |                       | Lucrezia d'Este               | Sigismondo d'Este           |  |  |       |  |  |                |  |  |                     |  |
|                                |                       | Lucrezia d'Este               | Sigismondo d'Este           |  |  |       |  |  |                |  |  |                     |  |
|                                |                       | Lucrezia d'Este               | Pizzocara                   |  |  |       |  |  |                |  |  |                     |  |
| Alderano Cybo-Malaspina        |                       | Lucrezia d'Este               |                             |  |  |       |  |  |                |  |  |                     |  |
|                                | Giovanni Della Rovere | Raffaello Della Rovere        |                             |  |  |       |  |  |                |  |  |                     |  |
|                                | Giovanni Della Rovere | Raffaello Della Rovere        |                             |  |  |       |  |  |                |  |  |                     |  |
|                                | Giovanni Della Rovere | Teodora Manirolo              |                             |  |  |       |  |  |                |  |  |                     |  |
| Francesco Maria I Della Rovere | Giovanni Della Rovere |                               |                             |  |  |       |  |  |                |  |  |                     |  |
|                                |                       | Giovanna da Montefeltro       | Federico III da Montefeltro |  |  |       |  |  |                |  |  |                     |  |
|                                |                       | Giovanna da Montefeltro       | Federico III da Montefeltro |  |  |       |  |  |                |  |  |                     |  |
|                                |                       | Giovanna da Montefeltro       | Battista Sforza             |  |  |       |  |  |                |  |  |                     |  |
| Elisabetta Della Rovere        |                       | Giovanna da Montefeltro       |                             |  |  |       |  |  |                |  |  |                     |  |
|                                |                       | Francesco II Gonzaga          | Federico I Gonzaga          |  |  |       |  |  |                |  |  |                     |  |
|                                |                       | Francesco II Gonzaga          | Federico I Gonzaga          |  |  |       |  |  |                |  |  |                     |  |
|                                |                       | Francesco II Gonzaga          | Margherita di Baviera       |  |  |       |  |  |                |  |  |                     |  |
| Eleonora Gonzaga Della Rovere  |                       | Francesco II Gonzaga          |                             |  |  |       |  |  |                |  |  |                     |  |
|                                |                       | Isabella d'Este               | Ercole I d'Este             |  |  |       |  |  |                |  |  |                     |  |
|                                |                       | Isabella d'Este               | Ercole I d'Este             |  |  |       |  |  |                |  |  |                     |  |
|                                |                       | Isabella d'Este               | Eleonora d'Aragona          |  |  |       |  |  |                |  |  |                     |  |
|                                |                       | Isabella d'Este               |                             |  |  |       |  |  |                |  |  |                     |  |